# Julia Pierson
Julia A. Pierson (n. Orlando, Florida, 1959) es una agente de policía, escolta y criminologa estadounidense.
El 27 de marzo de 2013 fue nombrada por el presidente Barack Obama como directora del Servicio Secreto de los Estados Unidos.

## Inicios y formación
Nacida en la ciudad de Orlando (Florida). En el periodo en el que ella asistía a la escuela de secundaria también trabajaba como encargada del estacionamiento y de los trajes para los desfiles del parque Walt Disney World Resort de su ciudad natal. También fue exploradora en los Boy Scouts de América (BSA), donde llegó a ser la Representante del Congreso La Juventud Exploremos el Derecho nacional del año 1978. Posteriormente se licenció en criminología por la Universidad de Florida Central. auxiliar de almacenaje en su colegio

## Carrera profesional
En sus comienzos como policía, entró en 1980, en el Departamento de Policía de Orlando, donde estuvo patrullando el barrio noreste de la ciudad, hasta el año 1983 que se incorporó como agente especial del Servicio Secreto de los Estados Unidos, en este mismo año entró como agente de policía en el Departamento de Policía de Miami (MPD), hasta que en 1985 regresó para trabajar como policía en Orlando. En el año 1988 pasó a trabajar al Departamento de Operaciones de Protección, donde a partir del 2001 fue elegida como Directora Adjunta del departamento, hasta 2005 que fue Subdirectora de la oficina de administración. Desde los año 2006 hasta 2008 como escolta de los Presidentes de los Estados Unidos, George H. W. Bush, Bill Clinton y George W. Bush, y después fue la Directora Adjunta del Departamento de Recursos Humanos y Capacitación del servicio secreto.
Posteriormente tras el escándalo de la prostitución, dado durante la VI Cumbre de las Américas celebrada en Cartagena de Indias (Colombia), Mark J. Sullivan fue destituido de su cargo, y Julia Pierson fue nombrada por el presidente Barack Obama, el día 27 de marzo del año 2013, como nueva y 23º Directora del Servicio Secreto de los Estados Unidos, siendo la primera mujer que dirige la agencia secreta.
El miércoles, 1 de octubre de 2014, renunció a su cargo como directora del Servicio Secreto de los Estados Unidos según los medios de comunicación, después de los fallos de seguridad acontecidos en la Casa Blanca y con Barack Obama.